# Standwurf
Der Standwurf (englisch set shot) ist eine Wurftechnik in der Sportart Basketball. Man unterscheidet zwischen zwei Arten von Standwürfen, nämlich dem einhändigen und dem zweihändigen Standwurf:

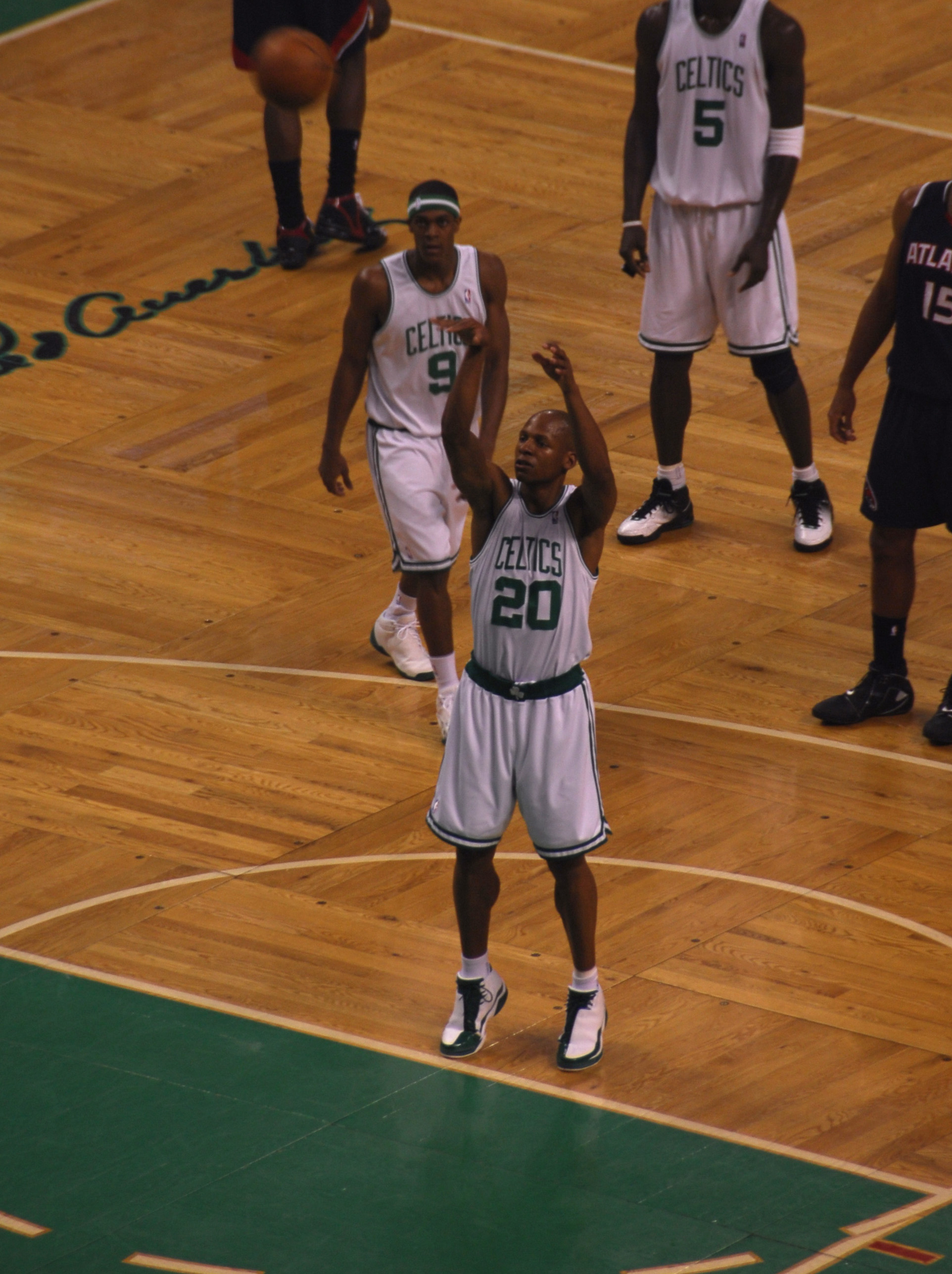
Ray Allen führt einen einhändigen Standwurf während eines Freiwurfs aus.

## Einhändiger Standwurf
Beim einhändigen Standwurf führt nur eine Hand (bzw. ein Arm) die eigentliche Wurfbewegung aus, während die andere Hand lediglich von rechts oder links (je nachdem, ob Links- oder Rechtshänder) den Ball bis zum Zeitpunkt des Wurfs stützt und auf der Wurfhand fixiert. 
Anders als beim Sprungwurf springt der Werfer nicht ab und bewegt sich während des Wurfs nicht von der Stelle. Weil der Wurf einfacher als ein Sprungwurf zu blocken ist, wird er in Spielen nur noch selten eingesetzt. Es gibt heutzutage jedoch noch eine regelmäßig bei Freiwürfen angewandte Form des einhändigen Standwurfs.

## Zweihändiger Standwurf
Der Ball wird mit beiden Händen auf Brust- oder Kopfhöhe in Richtung Korb geworfen. Diese Technik gilt seit langem als veraltet und wird praktisch nicht mehr angewandt.
Der zweihändige Standwurf war neben dem Korbleger die ursprüngliche Wurftechnik, die James Naismith für den Basketball entwickelt hatte. In der Regel war diese Technik aus der Distanz allerdings sehr ineffizient, weshalb man in den Anfangsjahren des Basketballs immer die Nähe zum Korb suchte. Nur sehr wenigen Spielern gelang mit dem Standwurf eine Effizienz, die annähernd mit heutigen Distanzschützen vergleichbar wäre, so etwa Bobby McDermott.
In den 1930ern und 1940ern wurde der zweihändige Standwurf vom neuentwickelten Sprungwurf abgelöst, jedoch wurde er vereinzelt noch bis in die 1950er verwendet. Allgemein gilt Larry Costello, der 1968 seine Karriere bei den Philadelphia 76ers beendete, als letzter zweihändiger Standwerfer.